# Cordilura emarginata
Cordilura emarginata är en tvåvingeart som först beskrevs av Malloch 1923.  Cordilura emarginata ingår i släktet Cordilura och familjen kolvflugor. Inga underarter finns listade i Catalogue of Life.